# Джим Джордж (важкоатлет)
Джим Джордж (англ. Jim George, 1 червня 1935) — американський важкоатлет.
Срібний призер Олімпійських Ігор 1960 року в напівважкій вазі, бронзовий призер 1956 року в напівважкій вазі.
Переможець Панамериканських ігор 1959 року в категорії до 82,5 кг.
Срібний призер Чемпіонату світу 1957 (до 82,5 кг), 1958 (до 82,5 кг) років, бронзовий призер 1955 (до 82,5 кг), 1959 (до 82,5 кг) років.